# Budismo en Chile

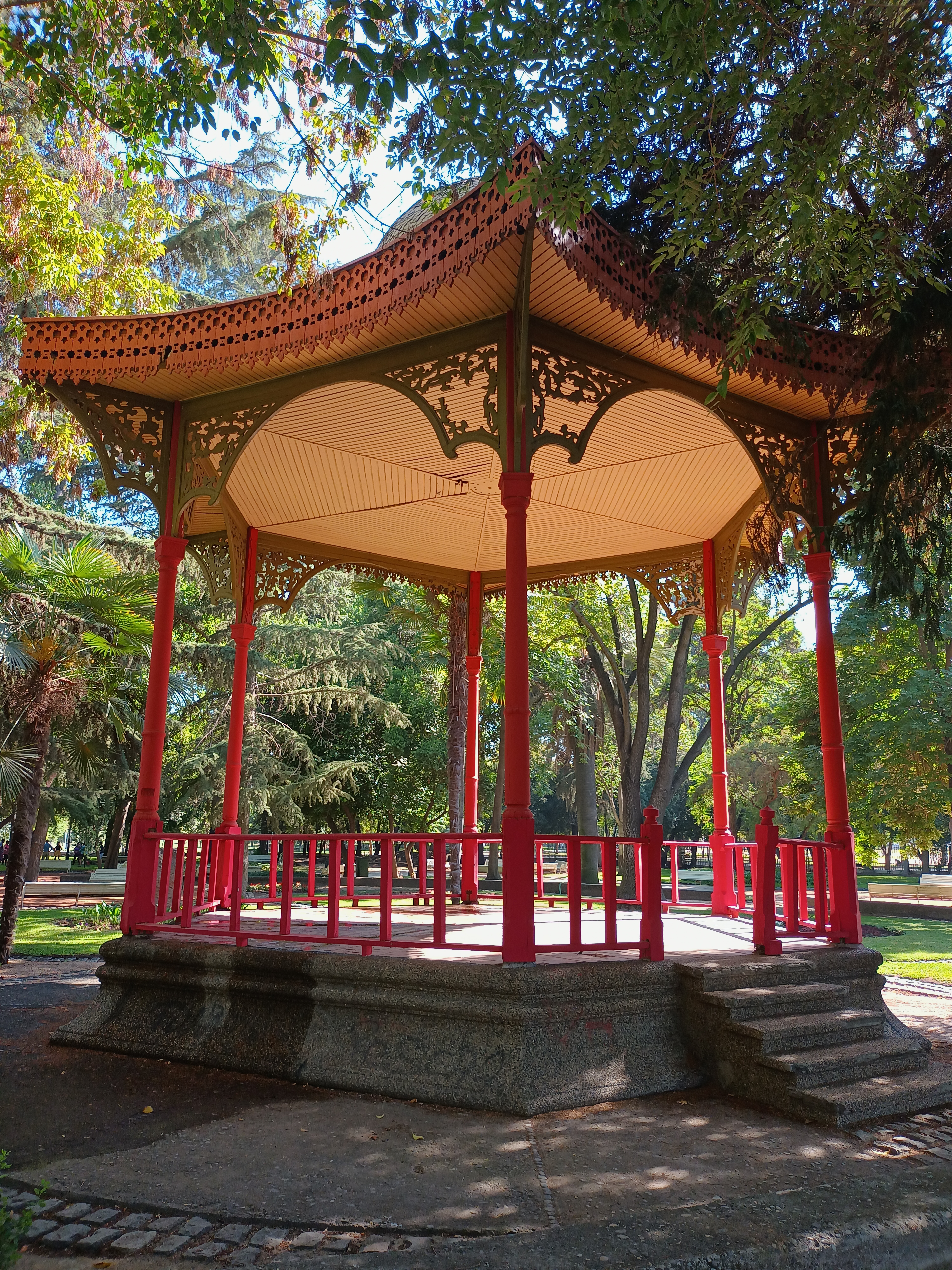
Pérgola del Jardín del Tíbet del Parque O'Higgins.

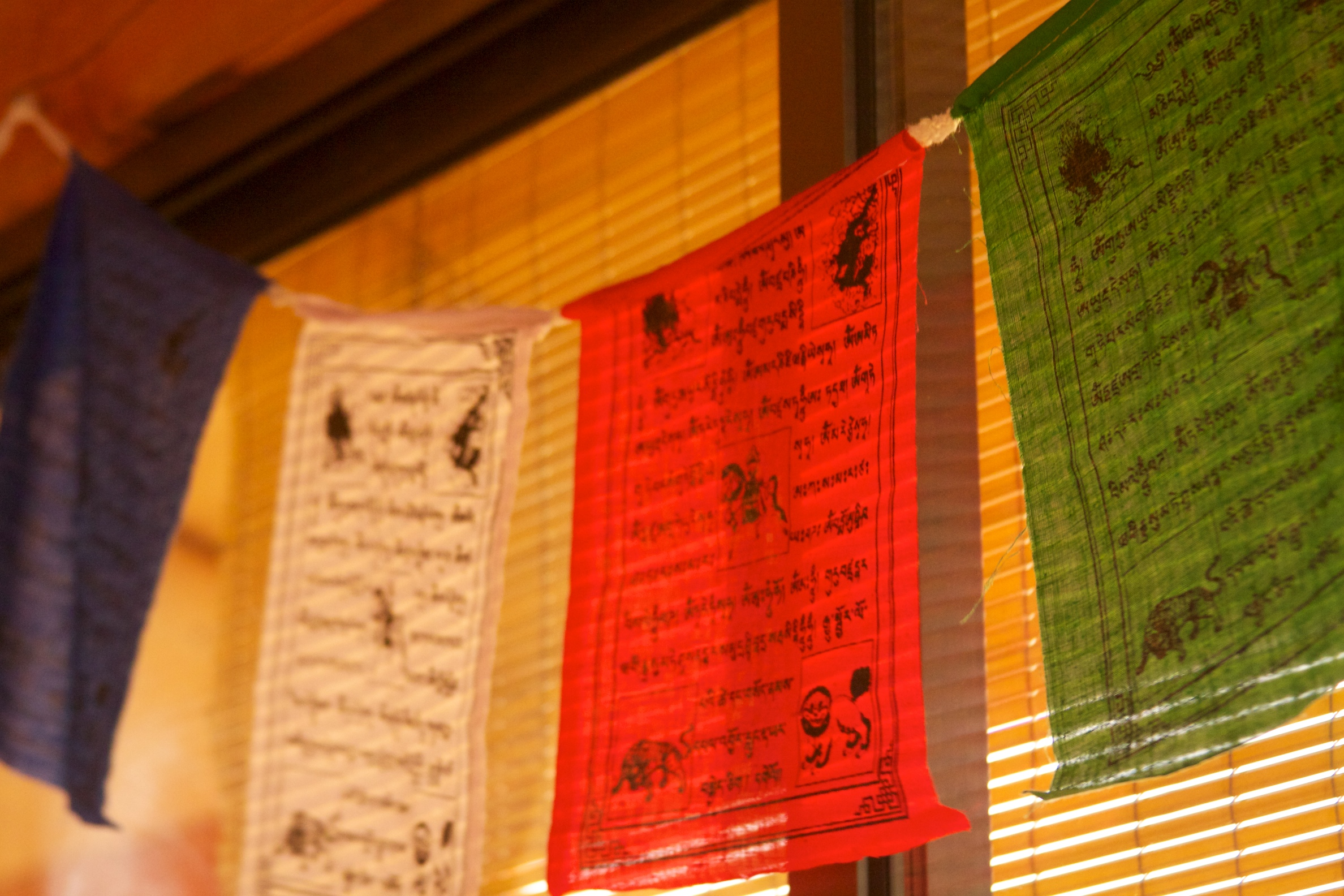
Banderas de plegaria en Pichilemu

El budismo en Chile es una religión minoritaria — al igual que en todos los países de América — que no obstante, ha ido creciendo en número de seguidores y centros budistas debido, principalmente, a una alta conversión a esta religión en el país a partir de los años 1980 hasta la actualidad. En la actualidad, la mayor cantidad de escuelas budistas en territorio chileno son zen y tibetanas. 

## Historia

### Orígenes e inicios
El establecimiento de un budismo practicante en Chile tiene diversos orígenes y se remonta al siglo XX, siendo una religión en Chile de origen más reciente en comparación al cristianismo mayoritario e histórico en todas sus confesiones, seguido muy por detrás del judaísmo y el islam — las tres religiones abrahámicas predominantes en el país —. La inmigración china a comienzos del siglo y posteriormente inmigrantes japoneses en Chile (nikkei), especialmente de pequeños contingentes de japoneses llegados desde Brasil como refugiados de la Segunda Guerra Mundial y que se dispersaron por América, trajo consigo a familias practicantes budistas e incluso algunos monjes budistas, quienes practicaban su espiritualidad dentro del ámbito privado.

### Visita de lamas a Chile

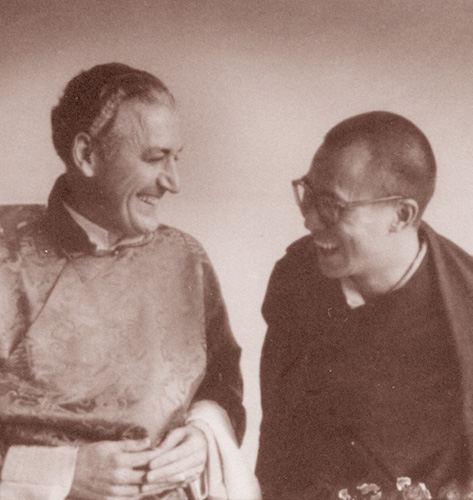
El diplomático chileno, Miguel Serrano, junto al dalái lama en 1959 en la India

En 1981, el lama Tounsang realizó la primera visita a Chile de un lama tibetano, quien dio lecciones sobre meditación y prácticas del Budismo Vajrayāna a adeptos en el país.
En junio de 1992 el dalái lama hizo su primera visita al país, donde fue recibido informalmente en su arribo a Santiago por el diplomático chileno, Miguel Serrano Fernández, con quien mantenía una amistad estrecha iniciada cuando Serrano fungía como Embajador de Chile en la India. Serrano, quien se declaraba asiduo del ocultismo y el misticismo, creía que era posible crear una conexión trascendental entre los Himalayas y los Andes, razón por la cual tomó contacto con los budistas durante su estadía en Asia, describiendo estas experiencias en su crónica de viaje La Serpiente del Paraíso. Para dicha ocasión fue inaugurado el «Jardín del Tíbet» al interior del Parque O'Higgins de la capital chilena. Posteriormente el dalái lama realizó otras visitas a Chile, donde se reunió con académicos y líderes espirituales chilenos a fin de establecer diálogos interreligiosos, además de dictar charlas y conferencias para simpatizantes del budismo. En su visita de mayo de 2006, se reunió con el Cardenal Francisco Javier Errázuriz, entonces máxima autoridad de la Iglesia católica en Chile.

### Actualidad
En 2013 fue inaugurada la primera escuela primaria de orientación budista en el país. Se trata de la Escuela Francisco Varela de la comuna de Peñalolén, un establecimiento privado cuyo proyecto educativo — aprobado por el Ministerio de Educación de Chile — contempla una «inspiración budista» y es permitida bajo los derechos a la libertad de culto y la libertad de enseñanza garantizados en la Constitución chilena. Francisco Varela fue un científico chileno, cofundador del Mind and Life Institute en 1990, una organización dedicada a difundir la ciencia desde una perspectiva budista. 
En 2020 fue inaugurado «el monumento budista más austral del mundo» en el sector de Pichiquillaipe, comuna de Puerto Montt, capital de la Región de Los Lagos. El monumento es una Estupa de sutra del loto destinada como espacio abierto a la meditación y es la más próxima al punto más austral del planeta.

## Día del Buda
En Chile, anualmente se realizan festejos durante la luna llena de mayo como parte de las celebraciones internacionales por el Vesak, que rememora el nacimiento de Buda Gautama, con rituales y ceremonias que incluyen diferentes tipos de ofrendas votivas dejadas en altares y donadas por los asistentes, principalmente flores y alimentos para la beneficencia.

## Templos y centros budistas

### Región de Coquimbo
Estupa de la Iluminación, Comunidad Budista Otzer Ling. Cochiguaz, Valle del Elqui.

### Región Metropolitana de Santiago
- Jardín del Tíbet del Parque O'Higgins, Santiago Centro
- Templo Budista Fo Guang Shan, Talagante
- Centro Budista Camino del Diamante, Ñuñoa
- Centro de Meditación Kadampa Chile, Providencia
- Drikung Kagyu Chile, Providencia
- SGI Chile Kaikan, Las Condes
- Templo Won Budista (Budismo Won) , Recoleta (Chile)
- Comunidad Budista Otzer Ling, La Reina

### Región de Valparaíso
- Centro Budista Kadampa Compasión, Viña del Mar
- Centro Budista Camino del Diamante, Valparaíso
- Centro Zendo, Tunquén
- Comunidad Budista Otzer Ling Viña del Mar

### Región del Maule
- Templo Shaolin Chile, Talca

### Región de La Araucanía
- Centro de Meditación Budista Chamspaling, Pucón

### Región de Los Lagos
- Budismo Puerto Montt Drikung Kagyu Siddharta Budismo,Puerto Montt

- Estupa del Loto, Puerto Montt